# Illice costimacula
Illice costimacula är en fjärilsart som beskrevs av Max Wilhelm Karl Draudt 1918. Illice costimacula ingår i släktet Illice och familjen björnspinnare. Inga underarter finns listade i Catalogue of Life.